# 彼得·盧扎克
彼德·盧薩克（Peter Luczak，1979年8月31日—）出生于波兰华沙，是一位澳洲職業網球運動員。於2000年轉為職業選手。他曾代表国家参加2010年英联邦运动会，并获得双打金牌。2016年，他正式退役。

## 外部連結
- 彼得·盧扎克（英文/西班牙文）的官方資料
- 彼得·盧扎克的國際網球總會 職業／青少年 官方資料（英文）
- 彼得·盧扎克的官方資料（英文）
- Peter Luczak – Player Profiles - Players and Rankings - News and Events - Tennis Australia （页面存档备份，存于） （英文）